# 巴希
巴希（法語：Bachy，法語發音：[baʃi]）是法国上法蘭西大區北部省的一个市镇，属于里尔区。

## 地理
巴希（50°33'1"N, 3°15'36"E）面积6.41 平方千米，位于法国上法蘭西大區北部省，该省份为法国最北部的省份及最长的省份，西北濒北海，西接加来海峡省，南至埃纳省和索姆省，东与比利时接壤。
与巴希接壤的市镇（或旧市镇、城区）包括：瓦内安、布尔盖勒、科布里约、穆尚、图尔奈。
巴希的时区为UTC+01:00、UTC+02:00（夏令时）。

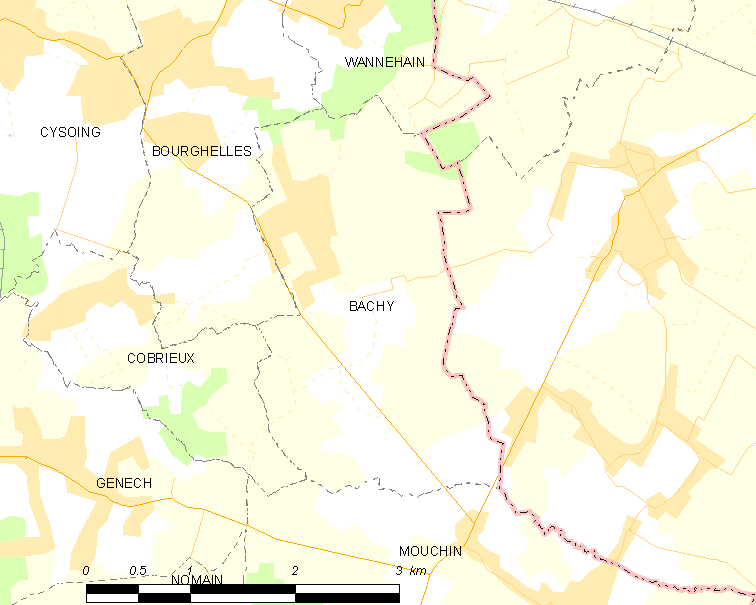
巴希的OSM定位图

## 行政
巴希的邮政编码为59830，INSEE市镇编码为59042。

## 政治
巴希所属的省级选区为佩韦勒地区唐普勒沃县。

## 人口

1962-2008年间巴希人口变化图示

巴希于2022年1月1日时的人口数量为1890人。